# 伊莫·埃泽基尔
伊莫·埃泽基尔（英語：Imoh Ezekiel，1993年10月24日—）是尼日利亚男子足球运动员，目前效力于阿布扎比半岛俱乐部，司职前锋。曾于2016年夏季奥林匹克运动会男子足球比赛中代表尼日利亚获得铜牌。

## 职业生涯

### 俱乐部生涯
伊莫·埃泽基尔在尼日利亚的36狮足球俱乐部度过了青训时期。2012年2月，他以租借的方式进入了比甲球队标准列日，并在同月19日举行的与瓦勒海姆的比赛中第85分钟替补上场，完成了职业生涯首秀。而在同年7月1日，他正式结束了租借身份，并以转会的方式进入了标准列日。2013年6月2日，他与俱乐部更新了新合同，可使他效力于俱乐部直至2017年。然而，仅仅在新合约签署的次年，即2014年，他便以800万欧元的价格转会至卡塔尔星级足球联赛球队阿尔阿拉比体育俱乐部。根据36狮和标准列日之间的协议，前者将获得15%的转会费，即120万欧元。
在阿尔阿拉比体育俱乐部度过半个赛季后，他被重新租借回标准列日。对此，他称“尽管在这个石油资源丰富的城市的薪水是他之前薪水的两倍，但他仍然未能在这里安顿下来”，并认为无法适应在卡塔尔的生活方式。同时，他称因为受到了可以和标准列日时任教练何塞·里加共事的诱惑，让他很容易下定决心从卡塔尔重新租借加入球队。然而，在标准列日度过2014–15赛季的后半段之后，他又被租借至同属于比甲的皇家安德莱赫特体育俱乐部，为期一个赛季。在2015–16赛季结束后，他回到了卡塔尔度过了一个赛季，并在之后转会至土超球队科尼亚足球俱乐部。在科尼亚的半年期间，他获得了职业生涯中首个俱乐部冠军，即2017年土耳其超级杯。
半赛季后，即2018年2月，拉斯帕尔马斯体育联盟宣布以自由转会的方式签下了伊莫·埃泽基尔。同年8月，他重返比甲，加盟了皇家科特赖克足球俱乐部。2020年10月，阿布扎比半岛俱乐部宣布签下了伊莫·埃泽基尔，并在该赛季出场17次，赢得了2020年至2021年阿联酋阿拉伯海湾联赛冠军。

### 国家队生涯
2014年2月，伊莫·埃泽基尔首次被尼日利亚国家足球队征召，并在同年3月6日举行的与墨西哥国家足球队的比赛中替补出场，完成了国家队首秀。而在2016年，他入选了尼日利亚U23并担任队长，在2016年夏季奥林匹克运动会男子足球比赛中获得了铜牌。

## 生涯统计

### 俱乐部
最後更新：2021年8月29日
| 俱乐部             | 赛季     | 联赛                 | 联赛 | 联赛 | 杯赛 | 杯赛 | 欧战 | 欧战 | 总计 | 总计 |
| 俱乐部             | 赛季     | 级别                 | 出场 | 进球 | 出场 | 进球 | 出场 | 进球 | 出场 | 进球 |
| ------------------ | -------- | -------------------- | ---- | ---- | ---- | ---- | ---- | ---- | ---- | ---- |
| 标准列日           | 2011–12  | 比利时甲级足球联赛   | 7    | 1    | 0    | 0    | 0    | 0    | 7    | 1    |
| 标准列日           | 2012–13  | 比利时甲级足球联赛   | 33   | 16   | 1    | 0    | 0    | 0    | 34   | 16   |
| 标准列日           | 2013–14  | 比利时甲级足球联赛   | 39   | 12   | 2    | 1    | 7    | 2    | 48   | 15   |
| 多哈阿尔阿拉比     | 2014–15  | 卡塔尔星级足球联赛   | 14   | 6    | 0    | 0    | 0    | 0    | 14   | 6    |
| 标准列日（租借）   | 2014–15  | 比利时甲级足球联赛   | 13   | 6    | 0    | 0    | 1    | 0    | 14   | 6    |
| 安德莱赫特（租借） | 2015–16  | 比利时甲级足球联赛   | 20   | 1    | 2    | 1    | 7    | 1    | 29   | 3    |
| 多哈阿尔阿拉比     | 2016–17  | 卡塔尔星级足球联赛   | 24   | 8    | 0    | 0    | 0    | 0    | 24   | 8    |
| 科尼亚             | 2017–18  | 土耳其足球超级联赛   | 9    | 0    | 1    | 0    | 3    | 0    | 13   | 0    |
| 拉斯帕尔马斯       | 2017–18  | 西班牙足球甲级联赛   | 10   | 0    | 0    | 0    | 0    | 0    | 10   | 0    |
| 科特赖克           | 2018–19  | 比利时甲级足球联赛   | 19   | 1    | 1    | 0    | 5    | 3    | 25   | 4    |
| 科特赖克           | 2019–20  | 比利时甲级足球联赛   | 12   | 2    | 2    | 0    | 0    | 0    | 14   | 2    |
| 阿布扎比半岛       | 2020–21  | 阿联酋阿拉伯海湾联赛 | 17   | 4    | 1    | 0    | 0    | 0    | 18   | 4    |
| 阿布扎比半岛       | 2021–22  | 阿联酋阿拉伯海湾联赛 | 0    | 0    | 0    | 0    | 0    | 0    | 0    | 0    |
| 生涯总计           | 生涯总计 | 生涯总计             | 217  | 58   | 10   | 2    | 23   | 6    | 250  | 66   |

## 荣誉
尼日利亚U23
- 铜牌：2016年夏季奥林匹克运动会男子足球比赛

科尼亚
- 冠军：2017年土耳其超级杯（英语：2017 Turkish Super Cup）

阿布扎比半岛
- 冠军：2020年至2021年阿联酋阿拉伯海湾联赛（英语：2020–21 UAE Pro League）

标准列日
- 亚军：2013年至2014年比利时足球甲级联赛（英语：2013–14 Belgian Pro League）